# リスト・フェレンツ音楽大学の人物一覧
リスト・フェレンツ音楽大学の人物一覧は、リスト・フェレンツ音楽大学に関係する人物の一覧記事。

## 著名な教職員

### 器楽奏者
- ヴァーシャーリ・タマーシュ
- シャーンドル・ヴェーグ
- カドシャ・パール
- コヴァーチ・デーネシュ
- アドルフ・シッファー
- シフ・アンドラーシュ
- セーケイ・ゾルターン
- アラダー・ペゲ
- ミクローシュ・ペレーニ
- イェネ・ヤンドー
- ガライ・ジェルジ
- ザトゥレツキー・エデ
- イシュトヴァーン・アンタル

### 作曲家
- オルバーン・ジェルジュ
- クルターグ・ジェルジュ
- コーカイ・レジェー
- コーシャ・ジェルジ
- サボー・フェレンツ
- シャーライ・ティボール
- セルヴァーンスキ・エンドレ
- ハイドゥー・ミハーイ
- ファルカシュ・フェレンツ
- ミハーイ・アンドラーシュ
- レンドヴァイ・カミルロー
- ザードル・イェネー

### 音楽学者
- ヴェレシュ・シャーンドル
- セールレーシ・アンドラーシュ

### その他
- ヘルマン・アーベントロート
- 小林研一郎
- アントニー・ブラモル
- カール・メレス

## 卒業生

### 器楽演奏家
- ヴァーシャーリ・タマーシュ
- ティボール・ヴァルガ
- ヴァルガ・ラースロー
- ワンダ・ウィウコミルスカ
- シャーンドル・ヴェーグ
- ヴォルフ・エンドレ
- ユリアン・フォン・カーロイ
- シュテフィ・ゲイエル
- コヴァーチ・デーネシュ
- コチシュ・ゾルターン
- シェベーク・ジェルジ
- アンドレ・ジェルトレル
- シフ・アンドラーシュ
- ジョルジュ・シフラ
- シャーンドル・ジェルジ
- 菅野雅紀
- セーケイ・ゾルターン
- 高田匡隆
- イェリー・ダラーニ
- 津嶋啓一
- 中島剛
- エルヴィン・ニレジハジ
- パールトシュ・エデン
- バルトーク・ベーラ
- アニー・フィッシャー
- フォルデシュ・アンドール
- アラダー・ペゲ
- ミクローシュ・ペレーニ
- エドウィン・マートン
- ヨハンナ・マルツィ
- 向井航
- マクシム・ムルヴィツァ
- イェネ・ヤンドー
- ゼイネプ・ユチバシャラン
- ラーンキ・デジェー
- 渡辺健二
- アドルフ・シッファー
- ガライ・ジェルジ
- 長富彩
- ザトゥレツキー・エデ
- 谷本聡子

### 声楽家
- 松尾香世子

### 作曲家
- ヴェレシュ・シャーンドル
- エメリッヒ・カールマン
- クルターグ・ジェルジュ
- コーカイ・レジェー
- コーシャ・ジェルジ
- サボー・フェレンツ
- シェルイ・ティボール
- シャーリ・ラースロー
- セルヴァーンスキ・エンドレ
- セールレーシ・アンドラーシュ
- ダーヴィド・ジュラ
- ハイドゥー・ミハーイ
- ヒダシュ・フリジェシュ
- ミハーイ・アンドラーシュ
- レンドヴァイ・カミルロー

### その他
- ユージン・オーマンディ
- クルカ・ヤーノシュ
- イシュトヴァン・ケルテス
- ショモギー・ラースロー
- ゲオルク・ショルティ
- アンタル・ドラティ
- ジョージ・バラティ
- ゾルターン・ペシュコー
- ラースロー・ヘルタイ
- カール・メレス
- フリッツ・ライナー
- ゾルターン・ロズニャイ
- メンディ・ロダン